# スローン・スティーブンス
スローン・スティーブンス（Sloane Stephens, 1993年3月20日 - ）は、アメリカ・フロリダ州プランテーション出身の女子プロテニス選手。2017年全米オープン女子シングルス優勝者。これまでにWTAツアーでシングルス6勝を挙げている。身長170cm、体重61kg。右利き、バックハンド・ストロークは両手打ち。WTAランキング最高位はシングルス3位、ダブルス94位。

## 来歴
父親のジョン・スティーブンスは元NFL選手（2009年に交通事故死）、母親のシビル・スミスは元競泳選手である。
9歳からテニスを始める。ジュニア時代はティメア・バボシュと組んだダブルスで2010年全仏オープン、2010年ウィンブルドン選手権、2010年全米オープンで優勝している。
4大大会のシングルスでは2011年全仏オープンで予選を勝ち上がり初出場した。2011年全米オープンでレカ＝ルカ・ヤニを 6-2, 3-6, 7-6 (3) で破り4大大会の初勝利を挙げ、2回戦では第23シードのシャハー・ピアーを 6-1, 7-6 (4) で破り3回戦に進出。3回戦で第16シードのアナ・イバノビッチに 3-6, 4-6 で敗れた。
2012年全仏オープンで初めて4回戦に進出し、4回戦で第6シードのサマンサ・ストーサーに 5-7, 4-6 で敗れた。ウィンブルドンと全米オープンで3回戦に進出、ストラスブール国際とシティ・オープンでベスト4に進出し2012年最終ランキングを38位まで上げた。
2013年は開幕戦のブリスベン国際でベスト8、モーリラ・ホバート国際でベスト4に進出。全豪オープンで第29シードとなり初めてシード選手に選ばれた。1回戦でシモナ・ハレプを 6-1, 6-1、2回戦でクリスティナ・ムラデノビッチを 6-4, 6-3、3回戦でローラ・ロブソンを 7-5, 6-3、4回戦でボヤナ・ヨバノフスキを 6-1, 3-6, 7-5 で破り初の4大大会ベスト8に進出した。準々決勝ではセリーナ・ウィリアムズに 3-6, 7-5, 6-4 で勝利しベスト4に進出した。準決勝でビクトリア・アザレンカと対戦し 1-6, 4-6 で敗れた。全仏オープンでは4回戦でマリア・シャラポワに 4-6, 3-6 で敗れたが、ウィンブルドンではベスト8に進出した。準々決勝で優勝したマリオン・バルトリに 4-6, 5-7 で敗れている。
2015年8月のシティ・オープンでツアー初の決勝に進出した。決勝でアナスタシア・パブリュチェンコワを 6–1, 6–2 で破りツアー初優勝を果たした。
2016年8月のリオ五輪で初めてのオリンピックに出場したが、シングルス1回戦でウージニー・ブシャールに 3–6, 3–6 で敗れた。その後左足の故障で1年近くツアーから離脱した。
2017年のウィンブルドンでツアー復帰、ロジャーズ・カップとウエスタン・アンド・サザン・オープンで続けてベスト4に進出し、ランキングを83位まで戻して迎えた全米オープンはノーシードから勝ち進みグランドスラムで自身初の決勝進出、アメリカ勢同士の対戦となった決勝はマディソン・キーズに 6-3, 6-0 で勝利しグランドスラム初優勝を果たした。
2018年は3月のマイアミ・オープンで決勝進出、決勝でエレナ・オスタペンコに7-6(5), 6-1で勝利しツアー6勝目を挙げる。大会後のランキングで9位となり初のトップ10入りを果たす。全仏オープンは第10シードからグランドスラム2度目の決勝進出を果たすも、決勝は第1シードのシモナ・ハレプに6-3, 4-6, 1-6で敗れて準優勝となった。ウィンブルドンは1回戦で敗退するも、7月16日付のランキングで自己最高の3位を記録している。
スティーブンスは2019年4月、アメリカのサッカー選手ジョジー・アルティドールとの婚約を発表した。

## WTAツアー決勝進出結果

### シングルス: 9回 (6勝3敗)
| 大会グレード                  |
| ----------------------------- |
| グランドスラム (1–1)          |
| WTAファイナルズ (0–1)         |
| プレミア・マンダトリー (1–0)  |
| プレミア5 (0-1)               |
| WTAエリート・トロフィー (0-0) |
| プレミア (1–0)                |
| インターナショナル (3–0)      |

| 結果   | No. | 決勝日         | 大会           | サーフェス    | 対戦相手                         | スコア           |
| ------ | --- | -------------- | -------------- | ------------- | -------------------------------- | ---------------- |
| 優勝   | 1.  | 2015年8月9日   | ワシントンD.C. | ハード        | アナスタシア・パブリュチェンコワ | 6–1, 6–2         |
| 優勝   | 2.  | 2016年1月9日   | オークランド   | ハード        | ユリア・ゲルゲス                 | 7–5, 6–2         |
| 優勝   | 3.  | 2016年2月27日  | アカプルコ     | ハード        | ドミニカ・チブルコバ             | 6–4, 4–6, 7–6(5) |
| 優勝   | 4.  | 2016年4月10日  | チャールストン | クレー        | エレーナ・ベスニナ               | 7–6(4), 6–2      |
| 優勝   | 5.  | 2017年9月9日   | 全米オープン   | ハード        | マディソン・キーズ               | 6–3, 6–0         |
| 優勝   | 6.  | 2018年3月31日  | マイアミ       | ハード        | エレナ・オスタペンコ             | 7–6(5), 6–1      |
| 準優勝 | 1.  | 2018年6月10日  | 全仏オープン   | クレー        | シモナ・ハレプ                   | 6-3, 4-6, 1-6    |
| 準優勝 | 2.  | 2018年8月12日  | モントリオール | ハード        | シモナ・ハレプ                   | 6–7(6), 6–3, 4–6 |
| 準優勝 | 3.  | 2018年10月28日 | シンガポール   | ハード (室内) | エリナ・スビトリナ               | 6–3, 2–6, 2–6    |

### ダブルス: 1回 (0勝1敗)
| 結果   | No. | 決勝日       | 大会           | サーフェス | パートナー             | 対戦相手                  | スコア   |
| ------ | --- | ------------ | -------------- | ---------- | ---------------------- | ------------------------- | -------- |
| 準優勝 | 1.  | 2017年8月5日 | ワシントンD.C. | ハード     | ウージニー・ブシャール | 青山修子 レナタ・ボラコバ | 2–6, 3–6 |

## 4大大会優勝
- 全米オープン 女子シングルス：1勝（2017年）

| 年     | 大会         | 対戦相手           | 試合結果 |
| ------ | ------------ | ------------------ | -------- |
| 2017年 | 全米オープン | マディソン・キーズ | 6–3, 6–0 |

## 4大大会シングルス成績
略語の説明
| W | F | SF | QF | #R | RR | Q# | LQ | A | Z# | PO | G | S | B | NMS | P | NH |

W=優勝, F=準優勝, SF=ベスト4, QF=ベスト8, #R=#回戦敗退, RR=ラウンドロビン敗退, Q#=予選#回戦敗退, LQ=予選敗退, A=大会不参加, Z#=デビスカップ/BJKカップ地域ゾーン, PO=デビスカップ/BJKカッププレーオフ, G=オリンピック金メダル, S=オリンピック銀メダル, B=オリンピック銅メダル, NMS=マスターズシリーズから降格, P=開催延期, NH=開催なし.
| 大会           | 2008 | 2009 | 2010 | 2011 | 2012 | 2013 | 2014 | 2015 | 2016 | 2017 | 2018 | 2019 | 2020 | 2021 | 2022 | 2023 | 2024 | 2025 | 通算成績 |
| -------------- | ---- | ---- | ---- | ---- | ---- | ---- | ---- | ---- | ---- | ---- | ---- | ---- | ---- | ---- | ---- | ---- | ---- | ---- | -------- |
| 全豪オープン   | A    | A    | A    | Q2   | 2R   | SF   | 4R   | 1R   | 1R   | A    | 1R   | 4R   | 1R   | 1R   | 1R   | 1R   | 3R   | 1R   | 14–13    |
| 全仏オープン   | A    | A    | A    | 1R   | 4R   | 4R   | 4R   | 4R   | 3R   | A    | F    | QF   | 2R   | 4R   | QF   | 4R   | 1R   |      | 35–13    |
| ウィンブルドン | A    | A    | A    | Q2   | 3R   | QF   | 1R   | 3R   | 3R   | 1R   | 1R   | 3R   | NH   | 3R   | 1R   | 2R   | 2R   |      | 16–12    |
| 全米オープン   | Q2   | Q1   | Q2   | 3R   | 3R   | 4R   | 2R   | 1R   | A    | W    | QF   | 1R   | 3R   | 3R   | 2R   | 1R   | 1R   |      | 24–12    |